# 96式多用途導彈系統
96式多用途導彈系統（Type 96 MPMS，96-shiki tamokuteki yūdō-dan shisutemu）是一款由日本重工業企业川崎重工在1990年代後期研製和生產、陸上自衛隊的導線制導式反坦克／反舟艇导弹系統。它亦是第一款採用了完全數位控制界面的日本導彈系統。在陸上自衛隊的行列中，96式又被俗稱為ATM-4、KAM-20、MPMS。96式專門被自衛隊所使用，而且由於受到日本国宪法的限制而不會遠銷海外。

## 歷史
1986年，陸上自衛隊地面研究與開發司令部開始研發96式多用途導彈系統；並於10年後的1996年制式化。

## 概述
96式多用途導彈系統所裝有的大型彈頭，可以從頂部直接打擊大部分坦克，但它也可以在必要的緊急情況以下用於反直升機的用途。光纖連接著飛行中的導彈內裝的紅外攝像機以及其制導系統。它也可作垂直發射，而光纖電纜會在飛行時從導彈尾部拉出來。
多用途導彈能夠打擊發射點視線以外的目標。雖然並未正式公佈其打擊範圍，但判斷為10公里或更遠。該導彈採用了光纖自主追蹤紅外成像制導系統，藉由在彈尖裝有的、由日本電氣生產的高分辨率紅外線導引頭兼成像監視器搜索到目標的圖像信號，並且通過光纖發送到地面的制導裝置。射手將導彈發送過來的圖像確認為電視圖像以後，發出跟踪的指令。導彈是由操作員在發射平台（载具）以內，由於並無必要將發射器暴露於敵人的視線範圍以內，這樣能夠防止敵方的反擊並且提高部隊的生存能力。
它是由發射器、地面制導裝置、射擊指揮裝置、情報處理裝置、裝彈機和觀察裝置組成的系統，其中情報處理裝置與裝彈機安裝在73式大型卡車（31⁄2噸貨卡）以上，而其他則安裝在高機動車以上。因此，每個發射班是由6輛車輛所組成。發射器的導彈發射箱可裝填6枚導彈，重新裝填時與裝彈機替換掉每個發射箱。
六發式導彈發射器安裝在高機動車以上，發射時，以千斤頂固定車身、展開噴射氣流偏向板並且控制於發射器的仰角。當發射導彈以後，兩組4枚，總共八枚尾翼就會展開。當對上目標時會採用從装甲比較薄弱頂部打擊的飛行路徑，先快速往上飛至其上空，然後從銳角向目標急劇落下。事實上其彈頭在用於攻擊主戰坦克在內的所有車輛時都顯得過大，因為它從設計上也旨在摧毀包括氣墊船在內的登陸艇（例如LCAC）。日本自衛官估計，被96式多用途導彈系統直接擊中薄弱的頂部裝甲的坦克，並無任何存活的可能性。即使是複合裝甲等特殊防備亦可擊破。這是導彈從頂部打擊坦克的結果，那部位並不可像坦克的前部和側部那樣受重裝甲所保護。根據目標，亦可設定其引信的延遲時間，用以在打擊船隻時將引爆時間延遲至深入目標內部時。地面制導裝置對於該導彈的引導可是不可或缺，發射器與地面制導裝置之間必須準備好能夠鞏固地相互連接的光纖。
美國和歐洲亦有研發光纖導線制導式導彈，但直到2009年才只部署了96枚。1990年，美國自主研發的MGM-157 EFOGM被下令取消；2003年，由歐洲多國聯手研發的波吕斐摩斯多用途導彈的計劃亦被取消。
由於日本本土的演習場的實彈訓練和訓練內容都受到限制，事實上自衛隊需要將其帶到华盛顿州的亞基馬培訓中心進行相關的射擊訓練。對海上目標的射擊訓練則是在佐多射擊場以內所進行的。
最初，該導彈從系統發展的經緯而言是79式反載具飛彈（79式反舟艇及反坦克導彈，重型MAT）的後繼型導彈系統，但目前，由於採購以後的交付數量和預算之間的關係，它已經並非後繼型導彈系統，而是獲配置於一款全新的導彈類型。這是因為採購以後的交付給一支射擊班（一支射擊排由五支班所編成）的系統設備和載具的所需經費總計大約27億日元（2012財政年度），因而導致79式反舟艇及反坦克導彈和87式反坦克導彈（中型MAT）的後繼彈型中程多用途導彈獲採用以後就被提議部署以上彈型的部隊。
它被設計為用以摧毀登陸以前的所有遠程目標，比如兩棲裝甲戰鬥車輛或小型登陸艦。射手執行目標選擇及獲取，並且由自動跟踪器鎖定成像以上的目標。跟踪命令被轉發到用作中繼的地面站計算機，而地面站計算機會將轉向指令數據經光纖電纜發送到導彈以引導其飛行。
2012年（平成24年）時共收付了37套。

## 配置

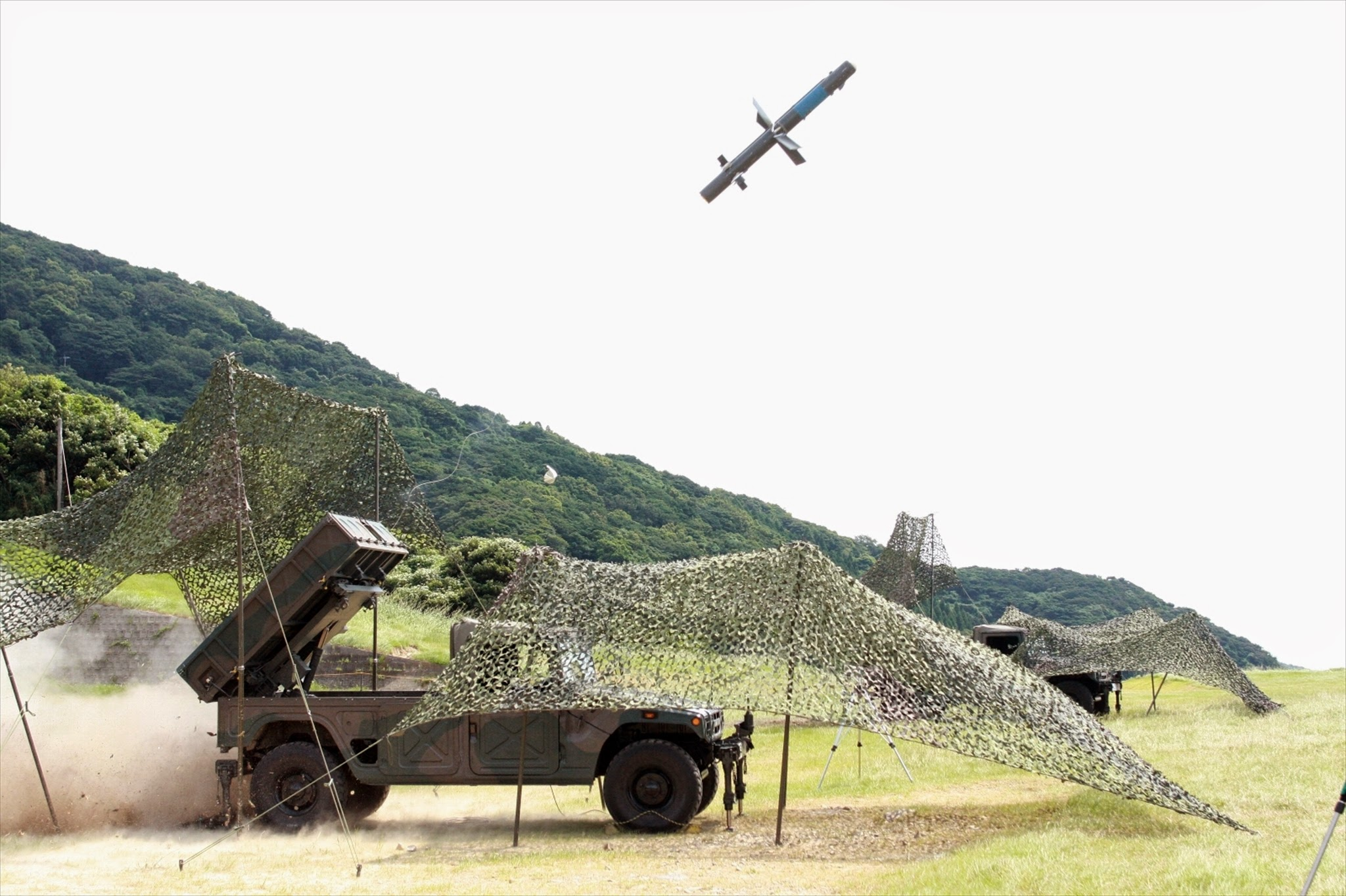
96式多用途導彈系統的射出瞬間，從發射車可見光纖式制導導線。

每個系統都由以下5種類型加上裝彈機（LDU）、共6輛載具組成一支射擊班單位。
- 情報處理裝置（IPU）：由73式大型卡車（日语：73式大型トラック）（31⁄2噸貨卡）所搭載。
- 射擊指揮裝置（FCU）：由高機動車所搭載，負責目標選擇等事務。
- 地面制導裝置（GGU）：由高機動車所搭載，負責導彈的制導。
- 發射器（LAU）：由高機動車所搭載，乘員2名。
- 觀察裝置（OPU）：由高機動車所搭載，負責前身的觀察。
- 裝彈機（LDU）：由73式大型卡車（31⁄2噸貨卡）所搭載，裝填備用的導彈。

## 部署單位／機關
陸上自衛隊富士學校
- 富士教導團（日语：富士教導団）：裝備於團隊總部所屬的「反舟艇反坦克隊」，保有一支射擊班。

陸上自衛隊武器學校
- 保有一輛用於整備教育的系統原型車。

陸上自衛隊通信學校
- 保有一輛用於通訊教育的系統原型車。

 陸上自衛隊北部方面隊
- 北部方面混成團（日语：北部方面混成団）
  - 第一陸曹教育隊（日语：第1陸曹教育隊）普通科教育中隊
    - 保有一輛用於初級陸曹反坦克課程教育的系統。
- 北部方面反舟艇反戰車隊（日语：北部方面対舟艇対戦車隊）
  - 以第11反坦克隊（3支射擊班）為母體、並且與第28普連4中型反坦克班作統合，共管理和支援四支伍和三支射擊班。
- 第二師團[12]
  - 第二反舟艇反戰車中隊（日语：第2対舟艇対戦車中隊）
    - 兩支射撃排[13]

 陸上自衛隊西部方面隊
- 西部方面反舟艇反戰車隊（日语：西部方面対舟艇対戦車隊）
  - 由第四反舟艇反戰車隊所改編，保有三支射擊排（其中一支射擊班為西部方面普通科連隊提供支援）

### 過去曾裝備的單位
- 第四師團第4反舟艇反戰車隊：2013年3月，由於改組為西部方面反舟艇反戰車隊而被廢除。
- 第五旅團第5反戰車隊：改組為反舟艇反戰車中隊，2011年3月，由於第五旅團屬下的普通科連隊常備化改編而被廢除。部分設備和人員轉由新編的第二師團第二反舟艇反戰車中隊所管理。[14]

| 交付年度             | 交付數量 | 交付年度             | 交付數量 |
| -------------------- | -------- | -------------------- | -------- |
| 1996年（平成8年度）  | 2套      | 2005年（平成17年度） | 2套      |
| 1997年（平成9年度）  | 2套      | 2006年（平成18年度） | 1套      |
| 1998年（平成10年度） | 2套      | 2007年（平成19年度） | 1套      |
| 1999年（平成11年度） | 6套      | 2008年（平成20年度） | 1套      |
| 2000年（平成12年度） | 3套      | 2009年（平成21年度） | 1套      |
| 2001年（平成13年度） | 6套      | 2010年（平成22年度） | 1套      |
| 2002年（平成14年度） | 2套      | 2011年（平成23年度） | 1套      |
| 2003年（平成15年度） | 2套      | 2012年（平成24年度） | 3套      |
| 2004年（平成16年度） | 1套      | 合計                 | 37套     |

## 使用國
- 日本：37套（2012年）

## 流行文化

### 登場作品
- 『正宗哥吉拉』：在防止哥斯拉侵入东京都內的B-2號計劃“塔巴作戰”中使用；在第2階段，武藏小杉站附近迎擊哥斯拉的陸上自衛隊用以提供直接火力支援。電影中使用的是在演習場內實彈射擊時所拍攝的圖像。
- 『戰國自衛隊1549』：日本電影中首度亮相。它裝備於第三實驗中隊，由於秘密實驗期間發生的事故，因而回到1547年以後，被天道眾所使用，其中2發被用作刺激富士山地脈的引爆劑。
- 『黑骸』：第9話「鬼嗤於石穴」，陸上自衛隊向黑部川的上游行動直到與敵方的地理框架相對，期間使用中程多用途導彈，但發射出去的導彈全被重力護罩所擋下並且彈回。

## 資料來源
1. ↑   (PDF).   [2018-10-28]. （原始内容 (PDF)存档于2012-06-20）.
2. ↑  日本実業出版社「いまこそ知りたい自衛隊のしくみ」著：加藤健二郎 ISBN 4-534-03695-7 p122
3. 1 2  PANZER  臨時増刊 陸上自衛隊の車輌と装備2012-2013 2013年1月号,アルゴノート社,P92
4. ↑  tamokuteki yuudoudan shisutemu意即「多用途導彈系統」（Multi-Purpose Missile System）
5. 1 2 3 4 5  「日本の防衛力」（9）師団の海岸地域防衛戦力・多目的誘導弾&10式新戦車 軍事情報研究会 「軍事研究」2010年11月号 P123-146 株式会社ジャパン・ミリタリー・レビュー
6. 1 2 3  96式多目的誘導弾 三鷹聡 スピアヘッドNo.8 P68-75 アルゴノート社
7. ↑   (PDF).   [2018-10-28]. （原始内容存档 (PDF)于2017-03-22）.
8. ↑  .   [2018-10-28]. （原始内容存档于2011-07-07）.
9. ↑  雖然在矢臼別演習場以內可以進行最大射程的射擊，可彈著點的數公里處有國家公路，導致訓練內容上有著僅限於固定目標和使用訓練彈等的限制；因而導致訓練要令人有著實際戰場的意識的話，就需要在亞基馬培訓中心（英语：Yakima Training Center）才可對移動目標（例如廢棄處理的坦克）進行真正的實彈射擊訓練。而反舟艇的射擊訓練則是與（從2012年起的）中程多用途導彈（日语：中距離多目的誘導弾）一樣，在佐多射擊場進行反舟艇的射擊。
10. ↑  Japan, Toward a More Vigorous and Professional SDF in the 21st Century, 157
11. ↑   (PDF).   [2018-10-28]. （原始内容 (PDF)存档于2013-01-26）.
12. ↑  .   [2018-10-28]. （原始内容存档于2017-03-23）.
13. ↑  由於充足率的關係
14. ↑  設備運用的技術由新編的兩支反舟艇戰隊當中繼承的剩餘人員所整編而成。
15. ↑  .   [2018-10-28]. （原始内容存档于2011-02-02）.
16. ↑  .   [2018-11-30]. （原始内容存档于2018-11-15）.
17. ↑  .   [2018-10-28]. （原始内容存档于2010-08-30）.

## 外部連接
- （日語）—Official JGSDF Page (in Japanese)（页面存档备份，存于）
- （英文）—EFOGM Project Details on Army Technology（页面存档备份，存于）
- （英文）—Guided Missile Specifications 日本防衛省
- （英文）—Type-96 Multi-Purpose Missile System（页面存档备份，存于） GlobalSecurity.org
- （英文）—Type-96 Multi-Purpose Missile System（页面存档备份，存于） fas.org